# Скара (комуна)
Комуна Скара (швед. Skara kommun) — адміністративно-територіальна одиниця місцевого самоврядування, що розташована в лені Вестра-Йоталанд у південно-західній Швеції.
Скара 198-а за величиною території комуна Швеції. Адміністративний центр комуни — місто Скара.

## Населення
Населення становить 18 281 чоловік (станом на вересень 2012 року). 
| Кількість населення комуни Скара за 1970-2010 роки | Кількість населення комуни Скара за 1970-2010 роки | Кількість населення комуни Скара за 1970-2010 роки | Кількість населення комуни Скара за 1970-2010 роки | Кількість населення комуни Скара за 1970-2010 роки |
| -------------------------------------------------- | -------------------------------------------------- | -------------------------------------------------- | -------------------------------------------------- | -------------------------------------------------- |
| Рік                                                |                                                    |                                                    | Населення                                          |                                                    |
| 1970                                               | 1970                                               |                                                    | 16 899                                             | 16 899                                             |
| 1975                                               | 1975                                               |                                                    | 17 321                                             | 17 321                                             |
| 1980                                               | 1980                                               |                                                    | 17 868                                             | 17 868                                             |
| 1985                                               | 1985                                               |                                                    | 18 023                                             | 18 023                                             |
| 1990                                               | 1990                                               |                                                    | 18 689                                             | 18 689                                             |
| 1995                                               | 1995                                               |                                                    | 18 845                                             | 18 845                                             |
| 2000                                               | 2000                                               |                                                    | 18 305                                             | 18 305                                             |
| 2005                                               | 2005                                               |                                                    | 18 578                                             | 18 578                                             |
| 2010                                               | 2010                                               |                                                    | 18 314                                             | 18 314                                             |
| Джерело: SCB                                       |                                                    |                                                    |                                                    |                                                    |

## Населені пункти
Комуні підпорядковано 5 міських поселень (tätort) та низка сільських, більші з яких:
- Скара (Skara)
- Ардала (Ardala)
- Аксвалль (Axvall)
- Еґґбю (Eggby)
- Варнгем (Varnhem)
- Вінчель (Vinköl)

## Галерея

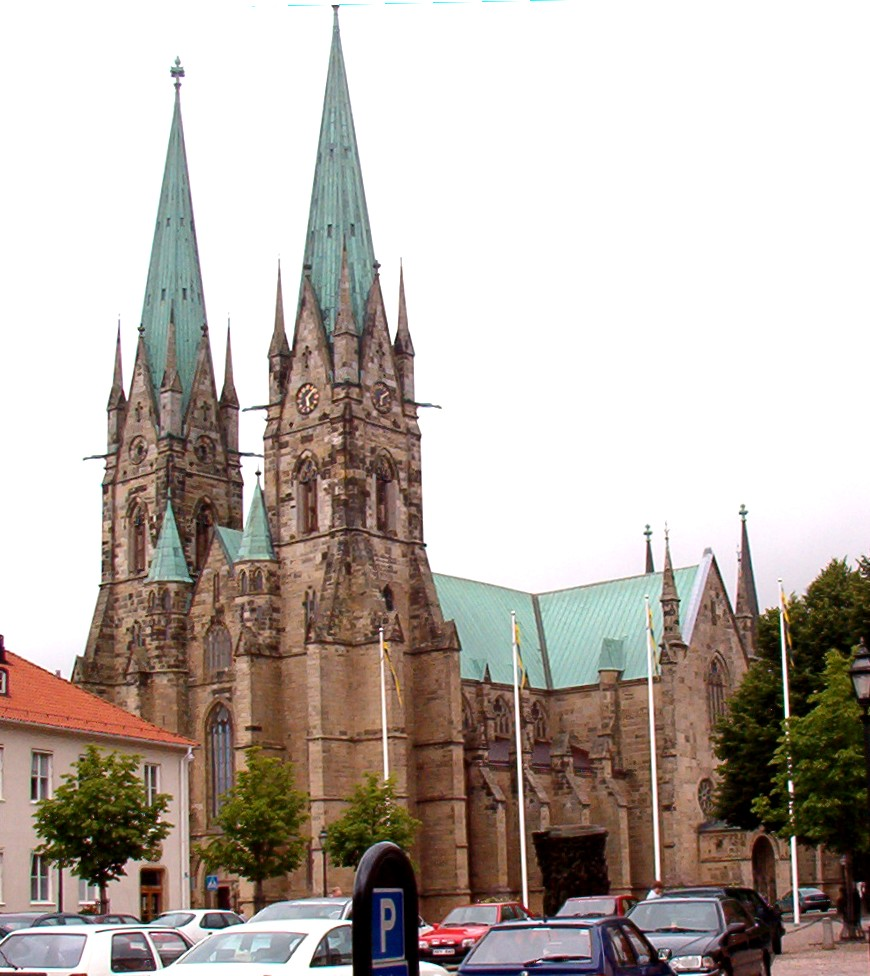
Собор у Скарі
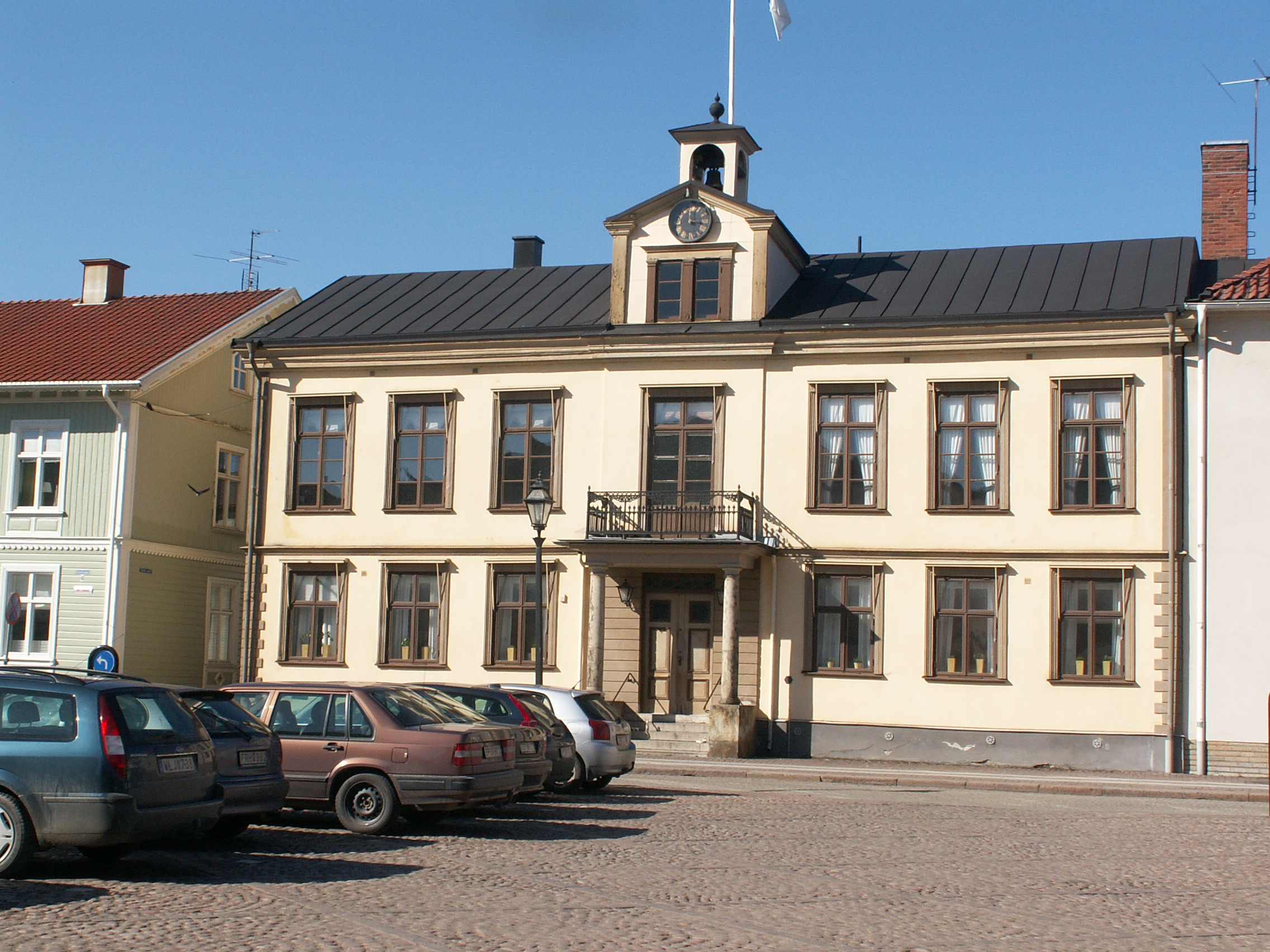
Стара ратуша (Скара)
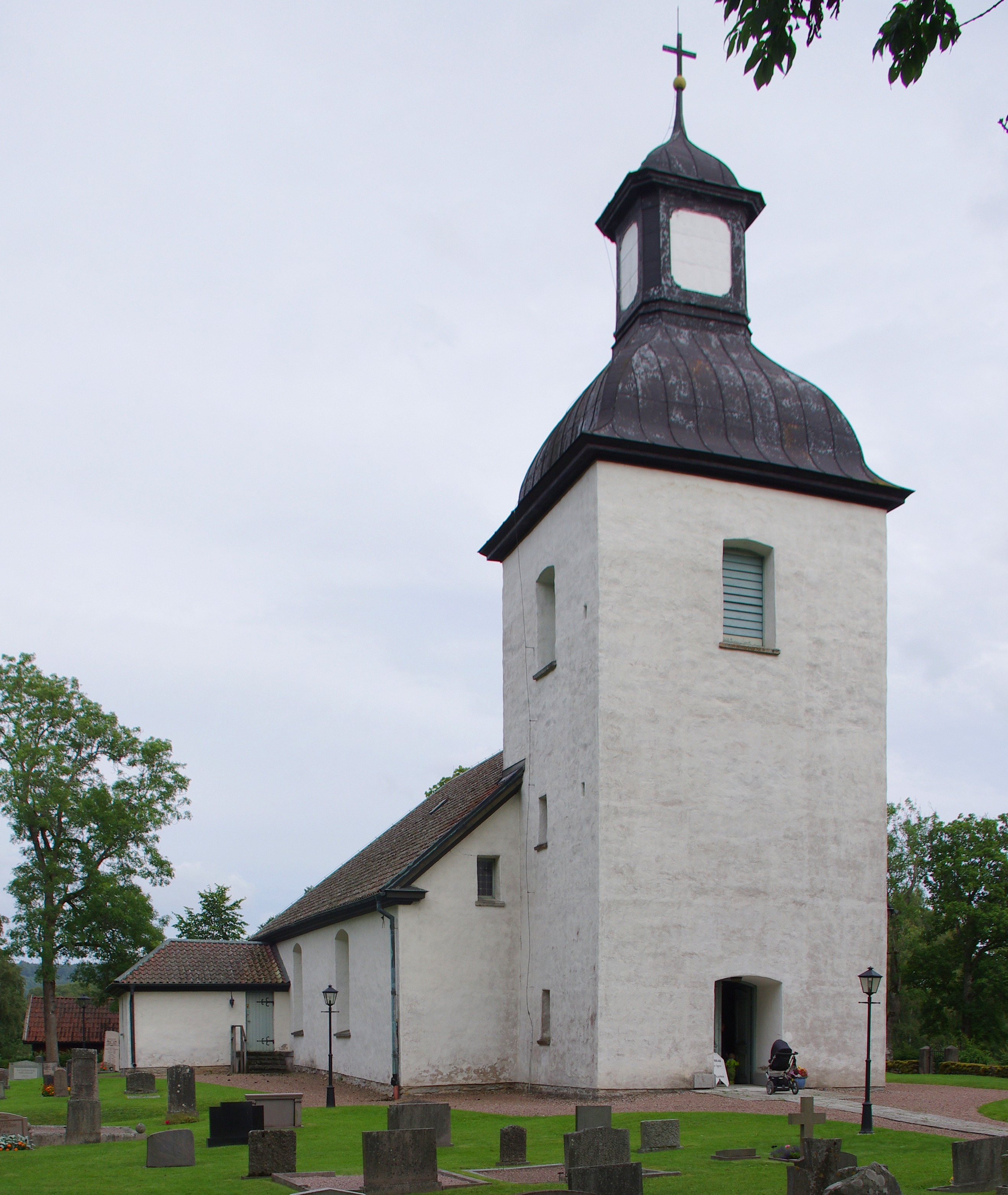
Церква (Еґґбю)
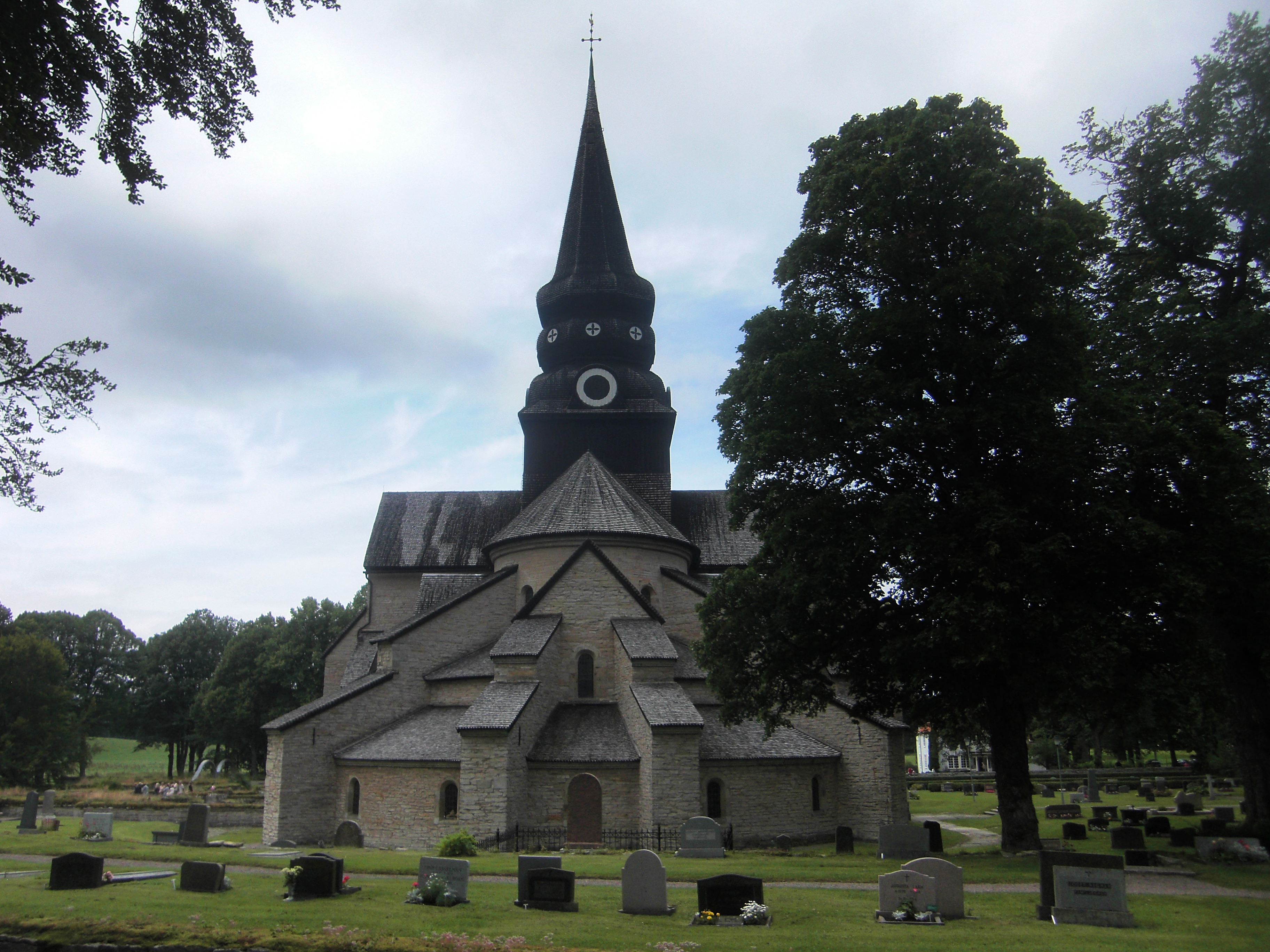
Монастирська церква (Варнгем)
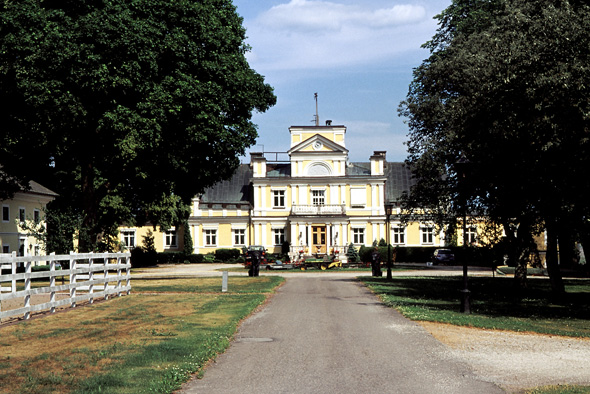
Замок Даґснес

## Виноски
1. ↑  Folkmangd i riket, lan och kommuner (шв.) . Центральне бюро статистики Швеції. Архів оригіналу за 20 серпня 2013. Процитовано 23 лютого 2013.